# Uuno Turhapuro muuttaa maalle (videogioco)
Uuno Turhapuro muuttaa maalle (traducibile "Uuno Turhapuro si trasferisce in campagna") è un videogioco d'azione pubblicato nel tardo 1986 per Commodore 64 dall'editrice finlandese Amersoft, solo in lingua finlandese. Ha per protagonista Uuno Turhapuro, personaggio di una serie di film comici finlandesi molto celebre nel suo paese, ed è tratto in particolare dall'omonimo film Uuno Turhapuro muuttaa maalle (1986).
Fu il primo videogioco finlandese basato su una licenza ed ebbe un relativo successo commerciale, perciò viene spesso considerato un punto di partenza per l'industria videoludica del suo paese.
Il gioco ha una semplice meccanica basata sullo schivare ostacoli, ma viene ricordato per la sua elevata difficoltà.
Nel 2017 il Museo Finlandese dei Giochi (Suomen pelimuseo, dedicato anche a giochi non elettronici) lo annoverò tra i suoi primi 100 classici giochi finlandesi.

## Trama
Il videogioco riprende alcuni punti della trama del film, nei panni del trasandato e pigro Uuno. Nella sequenza introduttiva, Uuno trova nel frigorifero di casa un biglietto della moglie (messo lì perché è il primo posto dove l'avrebbe trovato) che dice di averlo lasciato. I tre livelli del gioco si basano su altrettante scene chiave del film: prima Uuno corre con un aratro trainato da un'auto tramite una lunga corda, poi fa sci nautico con una piccola tavola, infine corre in una foresta alla ricerca di suo padre, che si trova lì a distillare abusivamente. Altri personaggi del film fanno apparizioni, come ostacoli o come decorazioni. Lo scopo finale è di raccogliere due milioni di marchi per acquistare una villa di campagna.

## Modalità di gioco
Il giocatore controlla Uuno, visto di lato, lungo percorsi con scorrimento orizzontale a velocità costante verso destra, con effetto parallasse a quattro livelli sullo sfondo. L'obiettivo è arrivare in fondo ai percorsi, muovendosi in su e in giù per evitare di andare a sbattere nei numerosi ostacoli.
Ci sono tre livelli, in tre diverse ambientazioni:
1. Uuno corre con l'aratro (li traina un'auto che è al di fuori dello schermo) su una malridotta strada di campagna, evitando pietre, pozze, piante e altro. La strada è inizialmente larga e rettilinea, ma diventa presto un sentiero stretto e curvo dove bisogna evitare anche i bordi.
2. Uuno fa sci d'acqua sul lago (trainato da un motoscafo che è al di fuori dello schermo) evitando pietre affioranti, bandierine, barche, uccelli fermi o in volo e altro. Si possono guadagnare bonus saltando sulle rampe e fischiando alle ragazze sulla spiaggia in sottofondo[5].
3. Uuno corre nel bosco evitando alberi, pietre, personaggi in movimento e altro. Solo in questo livello è possibile spostare il personaggio anche a destra e sinistra. Sul terreno si trovano anche soldi da raccogliere.

Si ruzzola e si perde una vita ogni volta che si urta un ostacolo, dopodiché si riprende il percorso da poco più indietro. Si può perdere una vita anche se Uuno si sfinisce e cade addormentato; le vite sono infatti rappresentate da quadratini che si rimpiccioliscono man mano che si accumula fatica.
Un indicatore a barra mostra quanta strada si è fatta rispetto alla fine del livello. Si possono scegliere tre livelli di difficoltà generale che cambiano le lunghezze dei percorsi.
Il punteggio, rappresentato in denaro, aumenta man mano che si procede e con eventuali bonus. La scena finale di una villa di campagna verrà mostrata solo se si arriva a due milioni.
Con il pulsante di fuoco si può alzare o abbassare un braccio di Uuno, ma di solito non si trova documentazione sullo scopo di queste funzioni. Girare la testa dovrebbe permettere di fischiare alle bagnanti nel secondo livello, mentre secondo fonti dubbie con la mano ci sarebbe la possibilità di raccogliere del cibo per recuperare una vita.

## Colonna sonora
La musica introduttiva è un adattamento di un tema musicale ricorrente dei film di Uuno Turhapuro. La musica che si sente continuamente durante il gioco è invece una composizione originale chiamata Autumn. Per realizzare le musiche venne ingaggiato Jori Olkkonen, che in seguito cambiò nome in Petrik Salovaara.

## Storia
L'idea di realizzare un gioco su Uuno Turhapuro venne all'editore Amersoft, mentre la programmazione venne interamente affidata a Pasi Hytönen, allora ancora un ragazzo delle scuole superiori, come sviluppatore esterno. Hytönen aveva già sviluppato e proposto alla Amersoft un videogioco a piattaforme chiamato Little Knight Arthur, che non interessò all'azienda, ma fece una buona impressione (Little Knight Arthur venne recuperato e divulgato solo nel 2016). Il produttore Petter Kinnusen propose perciò a Hytönen nell'estate del 1986 di realizzare Uuno Turhapuro muuttaa maalle, in circa due mesi di tempo. Hytönen si impegnò molto nel realizzare una grafica che ricordasse il film; in particolare, per rendere dettagliati i personaggi in movimento fece uso di più sprite sovrapposti, per i colori e per i contorni neri.
Vennero prodotte 2000 copie del gioco in totale, e quasi tutte furono vendute, 1600 di esse già prima di Natale 1986. La maggior parte delle copie erano su cassetta, mentre meno di un centinaio erano su disco. Le cifre possono sembrare basse, ma rappresentavano un successo commerciale per gli standard della Amersoft. Questo è rimasto il titolo più famoso della Amersoft.
Si cominciò anche a lavorare su un successivo gioco di Uuno Turhapuro, ma non venne mai realizzato a causa della chiusura della Amersoft
Le copie originali del gioco sono divenute oggetti molto ricercati dai collezionisti. Nel 2016 un'edizione su cassetta venne venduta a 500€.